# Гора (Устюженский район)
Гора — деревня в Устюженском районе Вологодской области.
Входит в состав Никольского сельского поселения, с точки зрения административно-территориального деления — в Никольский сельсовет.
Расстояние по автодороге до районного центра Устюжны — 37 км, до центра муниципального образования деревни Никола — 7 км. Ближайшие населённые пункты — Алексино, Погорелка, Расторопово.
По переписи 2002 года население — 4 человека.